# 长穗赤箭莎
长穗赤箭莎（学名：Schoenus calostachyus）为莎草科赤箭莎属下的一个种。